# GoldenEye 007
GoldenEye 007 — відеогра в жанрі шутер від першої особи, розроблена компанією Rare та випущена в 1997 році для платформи Nintendo 64. Гра заснована на сімнадцятому фільмі «Бондіани» Золоте око.

## Ігровий процес
Гра розбита на 20 рівнів, 2 з яких секретні. Кожен рівень представляє з себе місію з кількома цілями. У грі 3 рівня складності — Agent, Secret Agent та 00 Agent. На високих рівнях кількість необхідних цілей збільшується.
Гравець контролює Джеймса Бонда та повинен виконати поставлені місією задачі. Якщо гравець провалить або не виконає хоча б одну з них, то рівень не буде зарахований.
Під час гри гравець використовує велику кількості зброї. Основною зброєю є пістолет Walther PPK, званий в грі PP7. Більшість зброї заснована на справжніх зразках, хоча вона перейменована через відсутність прав на ім'я. Також в грі є зброя основана на фільмах про Бонда. Наприклад, золотий пістолет із фільму Людина із золотим пістолетом.

## Сюжет
Сюжет гри схожий з сюжетом однойменного фільму за деякими змінами та доповненнями. МІ-6 відправляє двох агентів — Алека Травельяна (Агент 006) та Джеймса Бонда (Агент 007) на фабрику хімічної зброї в Архангельську з метою знищити її. Під час виконання завдання полковник Аркадій Урумов вбиває агента 006, а Бонду вдається втекти на літаку.
Через кілька років агентові 007 доручають дослідити російську супутникову станцію «Північна» і ракетну пускову установку в Киргизстані. У МІ-6 впевнені що незапланований запуск ракети був прикриттям для тестування нової російської космічної зброї «Золоте око», здатної до виведення з ладу всієї електроніки в радіусі ураження, за рахунок електромагнітних імпульсів. На пусковій установці він стикається з військами генерала Урумова, якому вдається втекти.
Пізніше Бонд прибуває в Монте-Карло, щоб простежити за кораблем «La Fayette» і прототипом нового бойового вертольота. Під час викрадення вертольота Бонд встановлює маячок на його корпус. Агента посилають на станцію «Північна» вдруге, але він схоплений і замкнений у бункері разом з програмістом Наталією Семеновою (у грі зустріч відбувається набагато раніше фільму). Вони втікають зі станції за секунди до того, як вона буде знищена «Золотим Оком».
Після цього Бонд і Наталія відправляється в Санкт-Петербург, де агент повинен зустрітися з лідером організації «Янус», на яку працює Урумів. Ним виявляється колишній агент 006 Алек Травельян. Він намагається вбити Бонда, але агентові вдається втекти. Пізніше Урумов викрадає Наталію і Бонд влаштовує за ним погоню (Бонд може використати танк, як він зробив у фільмі, але гравець може не використовувати його). Прибувши на військовий склад Урумова, Бонд знищує його та вбиває Урумова. Травельян утікає на викраденому вертольоті на свою секретну базу на Кубі.
Джеймс Бонд і Наталія летять на Кубу, де їх літак збивають. Вони успішно пробираються через джунглі та знаходять секретний контрольний центр, де Наталя знищує «Золоте око». Потім Бонд знаходить Травельяна та вбиває його.
Після проходження гри на складності Secret Agent відкривається секретний рівень, частково заснований на фільмі Місячний гонщик. Бонд вирушає до древнього ацтекського міста, де повинен знаходитися вкрадений космічний шатл.
Після проходження всіх рівнів, включаючи секретний, на складності 00 Agent, відкривається другий секретний рівень, заснований на фільмах Людина з золотим пістолетом, Шпигун, який мене кохав і Живи і дай померти. Барон Субота отримує в своє розпорядження золотий пістолет Франциско Скараманги та вимагає, щоб Бонд прибув до нього в один з єгипетських храмів. Бонд повинен дістати золотий пістолет і вбити Барона (протягом місії він робить це три рази).